# Elina Svitolina
Elina Mychajlivna Svitolina (Oekraïens: Елі́на Миха́йлівна Світо́ліна) (Odessa, 12 september 1994) is een professioneel tennisspeelster uit Oekraïne. Zij begon op vijfjarige leeftijd met tennis. Svitolina is een all-rounder; zij kan op alle ondergronden goed uit de voeten – op alle grandslamtoernooien heeft zij minimaal de kwartfinale bereikt. Svitolina was tussen mei 2017 en oktober 2021 een stabiele speelster in de top tien, bereikte op de grandslamtoernooien acht kwartfinales en drie halve finales, maar nimmer de eindstrijd. Wel won zij eind 2018 het eindejaarstoernooi, het officieuze wereldkampioenschap, de grootste overwinning uit haar loopbaan. Tussen 2012 en 2024 bereikte zij elk jaar minstens één finale, met uitzondering van 2022, toen ze een korte sabbatical nam en moeder werd.

## Persoonlijk
Geboren op 12 september 1994 in Odessa in een familie van sporters, Elena en Michail Svitolin. Haar vader deed aan worstelen en haar moeder was een meester in roeien. Haar oudere broer Julian (geboren in 1985) begon met tennis toen hij 9 jaar oud was en Elina begon op vierjarige leeftijd. Tijdens een van de toernooien zag de zakenman Yuri Sapronov uit Charkiv het optreden van de twaalfjarige Elina en werd haar sponsor, waarbij hij onder andere haar trainingen betaalde. In 2007 verhuisde het gezin van Odessa naar Charkiv.
Svitolina is getrouwd met Gaël Monfils, een Frans tennisser. Op 16 juli 2021 traden zij in het huwelijk in zijn woonplaats Genève. Het stel heeft één dochter.

## Loopbaan
In 2012 vertegenwoordigde zij haar land voor het eerst in de Fed Cup. In datzelfde jaar won zij haar eerste WTA-titel, op het toernooi van Pune.
In 2017 won zij haar eerste titel op "Premier Five"-niveau, in Dubai, drie maanden later de tweede in Rome (waarmee zij binnenkwam in de top tien van de WTA-ranglijst) en in augustus de derde in Toronto. Met daarnaast in dat jaar twee "International"-titels plus het bereiken van de kwartfinale op Roland Garros, steeg zij naar de vierde plaats op de wereldranglijst in augustus 2017. Met het bereiken van de vierde ronde op het US Open steeg zij naar de derde positie in september 2017.
Svitolina won in 2018 haar elfde WTA-titel in Brisbane en de twaalfde in Dubai. Op gravel, bij het toernooi van Rome, versloeg zij vervolgens de Roemeense Simona Halep voor titel nummer dertien. In oktober 2018 plaatste Svitolina zich voor de tweede maal in haar loopbaan voor de WTA Finals. Na winst op Kiki Bertens bereikte zij de finale, waarin zij de Amerikaanse Sloane Stephens in drie sets (3–6, 6–2, 6–2) versloeg voor de grootste titel in haar carrière. Een jaar later bereikte zij op het eindejaarskampioenschap opnieuw de finale, maar deze keer moest zij haar meerdere erkennen in de Australische Ashleigh Barty.
In juli 2021 won Svitolina de bronzen medaille in het enkelspel op de Olympische spelen van 2020 in Tokio.
Tot op heden(april 2025) won zij negentien WTA-enkelspeltitels, de meest recente in 2025 in Rouen.

### Tennis in teamverband
In de periode 2012–2024 maakte Svitolina deel uit van het Oekraïense Fed Cup-team – zij behaalde daar een winst/verlies-balans van 15–11. In 2017 speelde zij voor het eerst op het niveau van Wereldgroep II – zij wonnen de eerste ronde van Australië, maar verloren de promotiewedstrijd van het Duitse team (ondanks haar persoonlijke zege over Angelique Kerber).

## Posities op deWTA-ranglijst
Positie per einde seizoen:
| jaar | rang enkelspel | rang dubbelspel |
| ---- | -------------- | --------------- |
| 2010 | 498            | 443             |
| 2011 | 269            | 422             |
| 2012 | 156            | 485             |
| 2013 | 40             | 261             |
| 2014 | 29             | 132             |
| 2015 | 19             | 159             |
| 2016 | 14             | 236             |
| 2017 | 6              | 435             |
| 2018 | 4              | 1035            |
| 2019 | 6              | 1156            |
| 2020 | 5              | 628             |
| 2021 | 15             | 729             |
| 2022 | 236            | –               |
| 2023 | 25             | –               |
| 2024 | 23             | –               |

## Resultaten grote toernooien
| Legenda | Legenda                          |
| ------- | -------------------------------- |
| g.t.    | geen toernooi gehouden           |
| l.c.    | lagere categorie                 |
| –       | niet deelgenomen                 |
| G       | uitgeschakeld in de groepsfase   |
| 1R      | uitgeschakeld in de eerste ronde |
| 2R      | uitgeschakeld in de tweede ronde |
| 3R      | uitgeschakeld in de derde ronde  |
| 4R      | uitgeschakeld in de vierde ronde |
| KF      | uitgeschakeld in de kwartfinale  |
| HF      | uitgeschakeld in de halve finale |
| F       | de finale verloren               |
| W       | het toernooi gewonnen            |
| w-v     | winst/verlies-balans             |

### Enkelspel

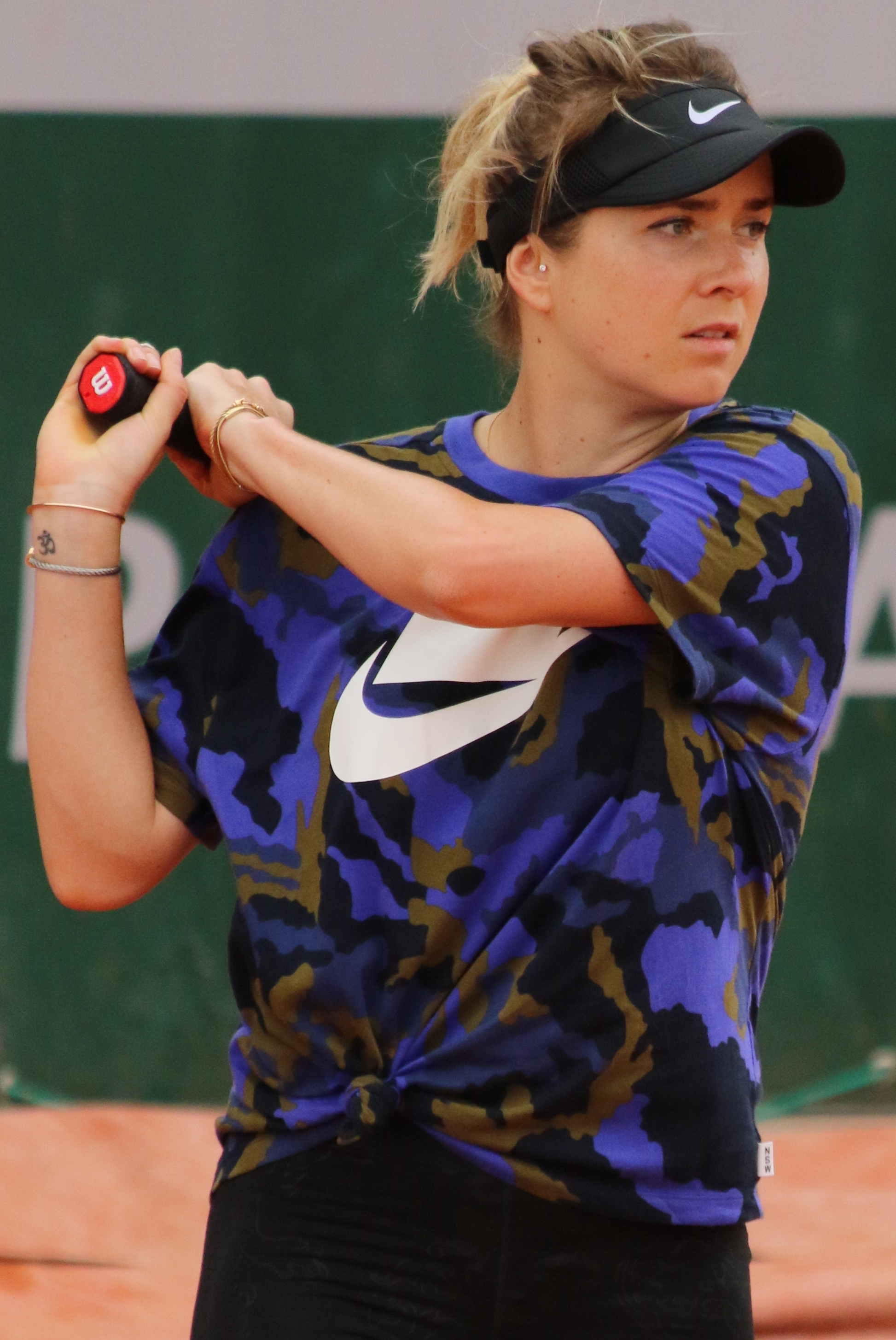
Roland Garros 2019

| toernooi            | 2012 | 2013 | 2014 | 2015 | 2016 | 2017 | 2018 | 2019 | 2020 | 2021 | 2022 | 2023 | 2024 | 2025 |
| ------------------- | ---- | ---- | ---- | ---- | ---- | ---- | ---- | ---- | ---- | ---- | ---- | ---- | ---- | ---- |
| grandslamtoernooien |      |      |      |      |      |      |      |      |      |      |      |      |      |      |
| Australian Open     | –    | 1R   | 3R   | 3R   | 2R   | 3R   | KF   | KF   | 3R   | 4R   | 3R   | –    | 4R   | KF   |
| Roland Garros       | –    | 2R   | 2R   | KF   | 4R   | KF   | 3R   | 3R   | KF   | 3R   | –    | KF   | 4R   |      |
| Wimbledon           | –    | 1R   | 1R   | 2R   | 2R   | 4R   | 1R   | HF   | g.t. | 2R   | –    | HF   | KF   |      |
| US Open             | 1R   | 2R   | 1R   | 3R   | 3R   | 4R   | 4R   | HF   | –    | KF   | –    | 3R   | 3R   |      |
| WTA Finals          |      |      |      |      |      |      |      |      |      |      |      |      |      |      |
| WTA Finals          | –    | –    | –    | –    | –    | G    | W    | F    | g.t. | –    | –    |      |      |      |
| WTA 1000            |      |      |      |      |      |      |      |      |      |      |      |      |      |      |
| Indian Wells        | –    | 1R   | 2R   | 4R   | 3R   | 4R   | 3R   | HF   | g.t. | 4R   | 2R   |      |      |      |
| Miami               | –    | –    | 4R   | 3R   | 4R   | 2R   | KF   | 2R   | g.t. | HF   | 2R   |      |      |      |
| Madrid              | –    | –    | 1R   | 2R   | 2R   | 1R   | 2R   | 1R   | g.t. | 1R   | –    |      |      |      |
| Peking              | –    | 1R   | 2R   | 2R   | HF   | KF   | 1R   | KF   | g.t. | g.t. | g.t. |      |      |      |
| Dubai/Doha          | –    | –    | 1R   | 2R   | 1R   | W    | 3R   | HF   | 2R   | 2R   | 1R   |      |      |      |
| Rome                | –    | –    | 1R   | 2R   | 1R   | W    | W    | 2R   | KF   | KF   | –    |      |      |      |
| Montréal/Toronto    | –    | –    | –    | 1R   | 3R   | W    | HF   | KF   | g.t. | 2R   | –    |      |      |      |
| Cincinnati          | –    | –    | KF   | HF   | 2R   | 3R   | KF   | 3R   | –    | 2R   | –    |      |      |      |
| Tokio/Wuhan         | –    | 2R   | HF   | 3R   | 2R   | –    | 2R   | KF   | g.t. | g.t. | g.t. |      |      |      |
| olympisch           |      |      |      |      |      |      |      |      |      |      |      |      |      |      |
| Olympische Spelen   | –    | g.t. | g.t. | g.t. | KF   | g.t. | g.t. | g.t. | g.t. | HF   | g.t. |      |      |      |

### Vrouwendubbelspel
| Australian Open | –  | 1R | 1R | –  |
| Roland Garros   | –  | 2R | 1R | –  |
| Wimbledon       | –  | 1R | 2R | –  |
| US Open         | 1R | 2R | 1R | 1R |

### Gemengd dubbelspel
| toernooi        | 2014 | 2015 | 2016 | 2017 | 2018 |
| --------------- | ---- | ---- | ---- | ---- | ---- |
| Australian Open | –    | 1R   | 1R   | HF   | –    |
| Roland Garros   | –    | 2R   | –    | 2R   | –    |
| Wimbledon       | 3R   | 1R   | 2R   | –    | 2R   |
| US Open         | 1R   | 1R   | –    | –    | 2R   |

## Palmares
| Legenda                 |
| ----------------------- |
| Grandslamtoernooi       |
| Olympische Spelen       |
| Year-End Championships  |
| Premier Mandatory       |
| Premier Five / WTA 1000 |
| Premier / WTA 500       |
| International / WTA 250 |
| Challenger / WTA 125    |

### Overwinningen op een regerend nummer 1
Svitolina heeft tot op heden zevenmaal een partij tegen een op dat ogenblik heersend leider van de wereldranglijst gewonnen (peildatum 11 juli 2023):
| nr. | datum      | toernooi          | ronde             | tegenstandster   | score         |         |
| --- | ---------- | ----------------- | ----------------- | ---------------- | ------------- | ------- |
| 1.  | 2016-08-09 | Olympische spelen | derde ronde       | Serena Williams  | 6-4, 6-3      | details |
| 2.  | 2016-10-06 | WTA Peking        | derde ronde       | Angelique Kerber | 6-3, 7-5      | details |
| 3.  | 2017-01-05 | WTA Brisbane      | kwartfinale       | Angelique Kerber | 6-4, 3-6, 6-3 | details |
| 4.  | 2017-04-23 | Fed Cup           | promotiewedstrijd | Angelique Kerber | 6-4, 6-2      | details |
| 5.  | 2017-10-27 | WTA Finals        | groepsfase        | Simona Halep     | 6-3, 6-4      | details |
| 6.  | 2018-05-20 | WTA Rome          | finale            | Simona Halep     | 6-0, 6-4      | details |
| 7.  | 2023-07-11 | Wimbledon         | kwartfinale       | Iga Świątek      | 7-5, 6-7, 6-2 | details |

### WTA-finaleplaatsen enkelspel
| nr.              | finale     | toernooi         | ondergrond    | tegenstandster         | score         |         |
| ---------------- | ---------- | ---------------- | ------------- | ---------------------- | ------------- | ------- |
| gewonnen finales |            |                  |               |                        |               |         |
| 01.              | 2012-11-11 | WTA Pune         | hardcourt     | Kimiko Date-Krumm      | 6-2, 6-3      | details |
| 02.              | 2013-07-28 | WTA Bakoe        | hardcourt     | Shahar Peer            | 6-4, 6-4      | details |
| 03.              | 2014-07-27 | WTA Bakoe        | hardcourt     | Bojana Jovanovski      | 6-1, 7-6      | details |
| 04.              | 2015-05-02 | WTA Marrakesh    | gravel        | Tímea Babos            | 7-5, 7-6      | details |
| 05.              | 2016-03-06 | WTA Kuala Lumpur | hardcourt     | Eugenie Bouchard       | 6-7, 6-4, 7-5 | details |
| 06.              | 2017-02-05 | WTA Taiwan       | hardcourt     | Peng Shuai             | 6-3, 6-2      | details |
| 07.              | 2017-02-25 | WTA Dubai        | hardcourt     | Caroline Wozniacki     | 6-4, 6-2      | details |
| 08.              | 2017-04-30 | WTA Istanbul     | gravel        | Elise Mertens          | 6-2, 6-4      | details |
| 09.              | 2017-05-21 | WTA Rome         | gravel        | Simona Halep           | 4-6, 7-5, 6-1 | details |
| 10.              | 2017-08-13 | WTA Toronto      | hardcourt     | Caroline Wozniacki     | 6-4, 6-0      | details |
| 11.              | 2018-01-06 | WTA Brisbane     | hardcourt     | Aljaksandra Sasnovitsj | 6-2, 6-1      | details |
| 12.              | 2018-02-24 | WTA Dubai        | hardcourt     | Darja Kasatkina        | 6-4, 6-0      | details |
| 13.              | 2018-05-20 | WTA Rome         | gravel        | Simona Halep           | 6-0, 6-4      | details |
| 14.              | 2018-10-28 | WTA Finals       | hardcourt (i) | Sloane Stephens        | 3-6, 6-2, 6-2 | details |
| 15.              | 2020-03-08 | WTA Monterrey    | hardcourt     | Marie Bouzková         | 7-5, 4-6, 6-4 | details |
| 16.              | 2020-09-26 | WTA Straatsburg  | gravel        | Jelena Rybakina        | 6-4, 1-6, 6-2 | details |
| 17.              | 2021-08-28 | WTA Chicago      | hardcourt     | Alizé Cornet           | 7-5, 6-4      | details |
| 18.              | 2023-05-27 | WTA Straatsburg  | gravel        | Anna Blinkova          | 6-2, 6-3      | details |
| 19.              | 2025-04-20 | WTA Rouen        | gravel (i)    | Olga Danilović         | 6-4, 7-6      | details |
| verloren finales |            |                  |               |                        |               |         |
| 1.               | 2016-08-27 | WTA New Haven    | hardcourt     | Agnieszka Radwańska    | 1-6, 6-7      | details |
| 2.               | 2016-11-06 | Elite Trophy     | hardcourt (i) | Petra Kvitová          | 4-6, 2-6      | details |
| 3.               | 2019-11-03 | WTA Finals       | hardcourt (i) | Ashleigh Barty         | 4-6, 3-6      | details |
| 4.               | 2024-01-07 | WTA Auckland     | hardcourt     | Cori Gauff             | 7-6, 3-6, 3-6 | details |

### WTA-finaleplaatsen vrouwendubbelspel
| nr.              | finale     | toernooi     | ondergrond | partner         | tegenstandsters                  | score            |         |
| ---------------- | ---------- | ------------ | ---------- | --------------- | -------------------------------- | ---------------- | ------- |
| gewonnen finales |            |              |            |                 |                                  |                  |         |
| 1.               | 2014-07-20 | WTA Istanbul | hardcourt  | Misaki Doi      | Oksana Kalasjnikova Paula Kania  | 6-4, 6-0         | details |
| 2.               | 2015-07-26 | WTA Istanbul | hardcourt  | Darja Gavrilova | Çağla Büyükakçay Jelena Janković | 5-7, 6-1, [10-4] | details |
| verloren finales |            |              |            |                 |                                  |                  |         |
| geen             |            |              |            |                 |                                  |                  |         |

### Finaleplaatsen gemengd dubbelspel
| nr.              | finale     | toernooi   | ondergrond    | partner              | tegenstanders                | score |         |
| ---------------- | ---------- | ---------- | ------------- | -------------------- | ---------------------------- | ----- | ------- |
| gewonnen finales |            |            |               |                      |                              |       |         |
| geen             |            |            |               |                      |                              |       |         |
| verloren finales |            |            |               |                      |                              |       |         |
| 1.               | 2016-01-09 | Hopman Cup | hardcourt (i) | Oleksandr Dolgopolov | Darja Gavrilova Nick Kyrgios | 0–2   | details |